# Timia erythrocephala
Timia erythrocephala är en tvåvingeart som beskrevs av Christian Rudolph Wilhelm Wiedemann 1824. Timia erythrocephala ingår i släktet Timia och familjen fläckflugor. Inga underarter finns listade i Catalogue of Life.